# Coigny
Coigny település Franciaországban, Manche megyében. Lakosainak száma 166 fő (2018. január 1.). Coigny Cretteville, Houtteville, Prétot-Sainte-Suzanne, Saint-Jores, Vindefontaine, Appeville és Baupte községekkel határos.

## Népesség
A település népességének változása:
| Lakosok száma | 236  | 237  | 254  | 232  | 204  | 207  | 197  | 180  | 166  | 166  |
|               | 1962 | 1968 | 1982 | 1990 | 1999 | 2008 | 2011 | 2013 | 2017 | 2018 |